# Glacier Mariner
Pour les articles homonymes, voir Mariner.
Le glacier Mariner est un glacier de la Terre Victoria en Antarctique.
Il mesure 100 kilomètres de long et atteint la mer de Ross au niveau de la baie Lady Newnes (en), près de l'île Coulman. Sa langue de glace, nommée langue de glace Mariner, rejoint celle du glacier Borchgrevink.
Nommé par la New Zealand Geological Survey Antarctic Expedition (1958-1959), il s'agit d'un hommage au travail des marins (en anglais : mariner) dans la recherche et l'exploration de l'Antarctique.